# Литовська асоціація есперанто

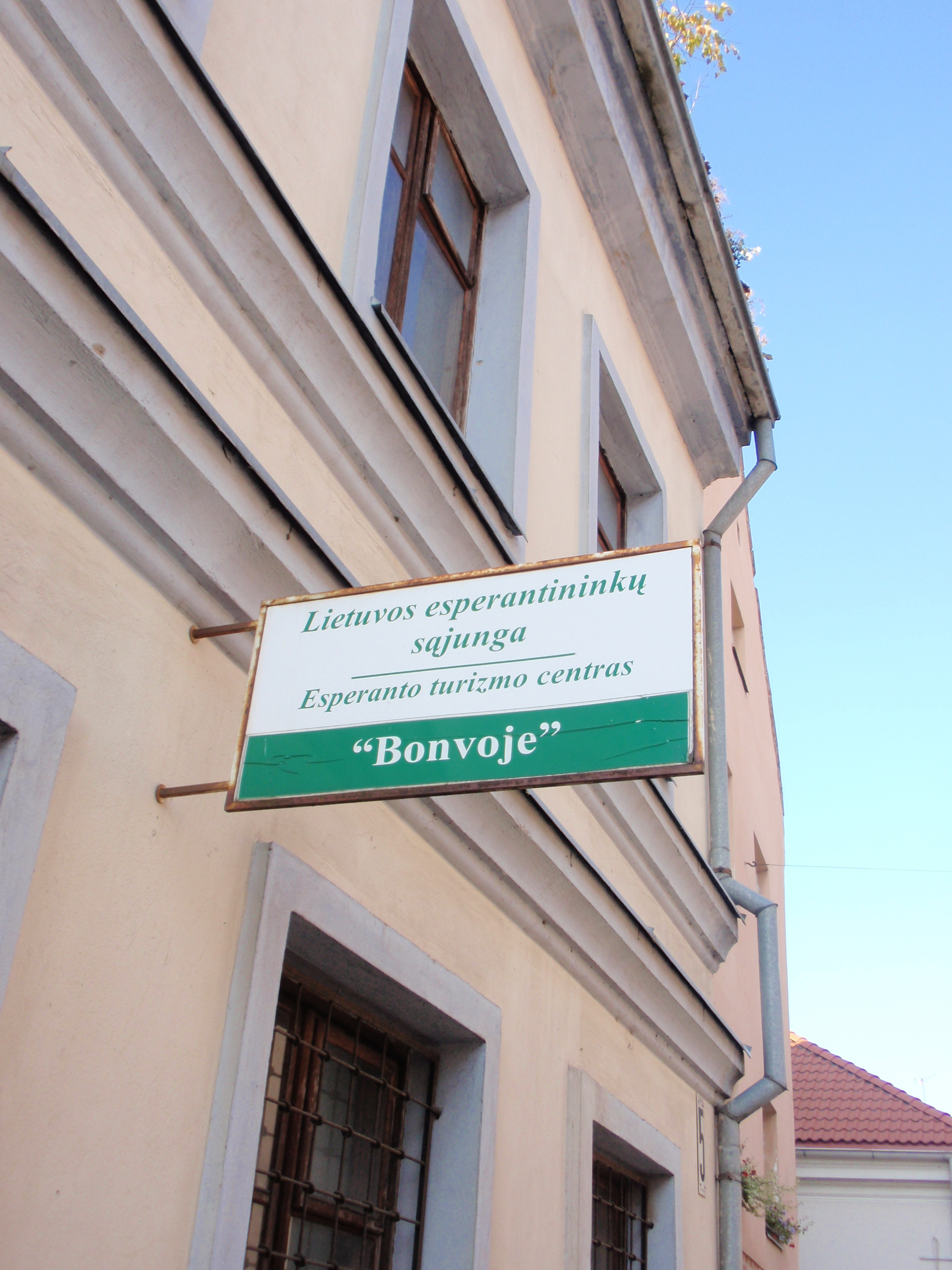
Вивіска в штаб-квартирі Литовської асоціації есперанто в історичній будівлі Заменгофа, 5 в Каунасі

Литовська асоціація есперанто (ЛАЕ) — громадська організація литовських есперантистів.

## Історія
Започаткована ще в 1919 р., найактивніше діє, починаючи з 1988 року; в 1989 році приєдналася до Universala Esperanto-Asocio.

### Мета створення
Дана спільнота об'єднує людей, які викладають та поширюють мову есперанто, а також тих, хто підтримує ідею функціонування міжнародної мови.

### Сьогодення
Головний офіс Литовської асоціації есперанто функціонує в Каунасі.
На даний час у Литві нараховується понад 3000 есперантистів. Більше третини з них є учасниками Литовської асоціації есперанто. Щорічно литовські есперантисти беруть участь у світових конгресах есперанто в різних країнах, в інших міжнародних заходах есперанто, а також роблять внесок у підготовку власних програм.

### Друковане видання
Друковане періодичне видання — Litova Stelo (Литовська Зірка), яке виходить з паузами, починаючи з 1914 року.

## Керівництво (у 2008р.)
- Президент: Повілас Єгоровас
- Віце-президент: Aloyzas GUDAVIČIUS
- Віце-президент: Arimantas RAČKAUSKAS
- Відповідальний секретар: Ірена Алійошюте
- Антанас Гвілдис
- Віліус Шидлаускас
- Algimantas PILIPONIS
- Gražina OPULSKIENĖ
- Йоланта ДУДНАЙТĖ
- Saulius JAKUCEVIČIUS

## Оглядова комісія
- Зігмундас Венскис
- Лаймундас Абромас
- Рамунас Нарбутас

## Офіс у Каунасі
Представництво ЛАЕ знаходиться в історичній будівлі Заменгофа в Каунасі.
- Секретар: Ernesta PIEČIŪTĖ
- Адреса: Заменгофо 5, LT-44287 Каунас

## Офіс у Вільнюсі
- Відповідальний секретар: Ірена Алійошуте
- a.d. 178, LT-01003 Вільнюс

Литовська асоціація есперанто Zamenhof 5, LT-44287 Каунас, Литва